# Ill (Austrija)
Ill (sva velika slova: ILL) je pritoka Rajne u zapadnoj austrijskoj državi Vorarlberg. Duga je 75,3 km.
Teče sa sjevernih padina planinskog lanca Silvretta, a zatiim prema sjeverozapadu kroz Vorarlberg. Ill prolazi kroz doline Montafon i Walgau i grad Feldkirch. Ulijeva se u rijeku Rajnu nekoliko kilometara sjeverozapadno od Feldkircha ("Illspitz"), na granici sa Švicarskom. Ill ima nekoliko brana s hidroelektranama.